# Serieåret 1940

## Händelser

### Juni
- 2 juni – Första publiceringen av Will Eisner's "The Spirit Section", med där serierna Spirit, Lady Luck och Mr. Mystic debuterar, utkommer.[1]

### Okänt datum
- Den svartvita dagsstrippversionen av serien Blixt Gordon startar, tecknad av Austin Briggs.
- Rune Andréasson ritar de första serierna med Lille Rikard och hans katt, men publiceringen dröjer till 1951.
- Superman dyker upp i svenska Jules Verne-Magasinet/Veckans Äventyr under namnet "Titanen från Krypton" ("Övermänniskan").[2]

## Födda
- 17 april – Claire Bretécher (död 2020), fransk serieskapare.
- 30 maj – Jan Lööf, svensk serietecknare och jazzmusiker.
- 21 juli – Leif Zetterling, svensk konstnär och satirtecknare.

### Fotnoter
1. ↑  Markstein, Don. ”Lady Luck”. Arkiverad från originalet den 25 oktober 2011. https://www.webcitation.org/62hcPTEO8?url=http://www.toonopedia.com/ladyluck.htm.
2. ↑  Swecomics